# Vojčice
Vojčice (em húngaro: Vécse; rusyn: Войчіцы; alemão: Wetz) é um município da Eslováquia, situado no distrito de Trebišov, na região de Košice. Tem 17,9 km² de área e sua população em 2018 foi estimada em 2.186 habitantes.

## Demografia
| Ano:        | 1994 | 2004   | 2014   | 2024   |
| ----------- | ---- | ------ | ------ | ------ |
| Broj ljudi: | 1931 | 2074   | 2167   | 2253   |
| Razlika:    |      | +7,40% | +4,48% | +3,96% |

| Ano:               | 2023 | 2024   |
| ------------------ | ---- | ------ |
| Número de pessoas: | 2264 | 2253   |
| Diferença:         |      | -0,48% |